# Gârniță
Gârniță (Quercus frainetto Ten.; syn. Quercus conferta Kit., Quercus farnetto Ten.), stejarul maghiar, stejarul italian sau gârneață este o specie de stejar din sud-estul Europei (părți din Italia, Balcani, Ungaria, România) și Turcia. Are tulpina dreaptă, cu  scoarță care are la exterior un strat solzos. Frunzele sale sunt mari, lungi, lobate, fără pețiol.